# Rừng nguyệt quế của Madeira
Rừng nguyệt quế của Madeira (tiếng Bồ Đào Nha: Floresta Laurissilva da Ilha da Madeira) là một địa điểm tự nhiên được UNESCO công nhận là Di sản thế giới vào năm 1999. Đây là một khu rừng đẹp tựa như trong chuyện cổ tích với thực vật chính là cây nguyệt quế, và 90% diện tích là rừng nguyên sinh. Những nghiên cứu cho thấy chúng đã tồn tại trên hòn đảo này từ ít nhất 1,8 triệu năm trước.
Đây được cho là phần còn lại lớn nhất của khu rừng nguyệt quế nguyên sinh trong quá khứ từng tồn tại khắp châu Âu, và ngày nay thực tế hầu hêt là đã tuyệt chủng. Khu rừng này còn là một địa điểm đa dạng sinh học về các loài thực vật với nhiều loài đặc hữu và quý hiếm như là rêu, dương xỉ, thực vật có hoa, đáng chú ý nhất là các loài thuộc họ Hoa môi. Động vật không xương sống cũng rất phong phú, trong số các loài đặc hữu của hòn đảo đáng chú ý có Bồ câu nguyệt quế Madeira.
Rừng nguyệt quế của Madeira từng bao phủ khắp hòn đảo chính nhưng sau khi đế quốc Bồ Đào Nha thực dân hóa hòn đảo thì khu rừng nguyệt quế đã bị đốt cháy và chỉ có 15.000 hecta còn sốt lại, tương ứng với 20% diện tích. Khu rừng tập trung ở phía bắc hòn đảo, độ cao dao động từ 300-1400 mét. Trên bờ biển phía nam, nó xuất hiện ở các khu vực có độ cao từ 700 đến 1.600 mét. Ngoài khu rừng nguyệt quế ở Madeira thì vẫn còn có các khu rừng nguyệt quế ở quần đảo Azores và Canaria. Ở lục địa châu Âu, chỉ có một khu vực có là Công viên tự nhiên Los Alcornocales nằm ở cuối phía nam bán đảo Iberia.

## Lịch sử
Hàng triệu năm trước, rừng nguyệt quế đã phổ biến rộng rãi xung quanh lưu vực Địa Trung Hải. Sự khô hạn của khu vực kể từ thế Thượng Tân và lạnh đi trong kỷ Băng hà khiến những khu rừng nhiệt đới này càng bị thu hẹp. Một số loài cây trong rừng nguyệt quế Địa Trung Hải sinh sống chẳng hạn như nguyệt quế, nhựa ruồi châu Âu khá phổ biến xung quanh Địa Trung Hải.
Ở Địa Trung Hải có những khu vực khác có các loài thích nghi với cùng một môi trường sống, nhưng nhìn chung không tạo thành rừng nguyệt quế, ngoại trừ rất cục bộ ở cực nam của bán đảo Iberia. Quan trọng nhất là dây thường xuân, một loại cây dây leo có mặt ở hầu hết các khu vực châu Âu lan rộng trở lại sau kỷ Băng hà. Nguyệt quế Bồ Đào Nha là loài duy nhất sống sót ở một số khu vực sông của Iberia, đặc biệt là ở Extremadura và một phần nhỏ ở phía đông bắc. Trong các trường hợp khác, sự hiện diện của nguyệt quế Địa Trung Hải cung cấp một dấu hiệu về sự tồn tại trước đây của rừng nguyệt quế. Loài này tồn tại nguyên bản ở Maroc, Bồ Đào Nha, Ý, Hy Lạp, các đảo Địa Trung Hải và một số khu vực của Tây Ban Nha, bao gồm cả Công viên tự nhiên Los Alcornocales ở tỉnh Cádiz và ở các vùng núi ven biển, đặc biệt là ở tỉnh Girona, và bị cô lập ở khu vực Valencia. Đào kim nương lan rộng khắp Bắc Phi. Thạch nam mọc ở nam Iberia nhưng không đạt đến kích thước quan sát được trong rừng thường xanh ôn đới hoặc Bắc Phi.